# Hyŏngjesan
Hyŏngjesan (kor. 형제산구역, Hyŏngjesan-guyŏk) – jedna z 19 dzielnic stolicy Korei Północnej, Pjongjangu. Znajduje się w północno-zachodniej części miasta. W 2008 roku liczyła 160 032 mieszkańców. Składa się z 15 osiedli (kor. dong) i 3 wsi (kor. ri). Graniczy z dzielnicami Sun’an od północy, Ryongsŏng i Sŏsŏng od wschodu, Man’gyŏngdae od południa i od zachodu z powiatem Taedong (prowincja P’yŏngan Południowy).

## Historia
Pierwotnie tereny dzielnicy stanowiły część miejscowości (kor. myŏn) Namhyŏngjesan, Pusan i Chaegyŏngni, należących do powiatu Taedong (prowincja P’yŏngan Południowy). Dzielnica Hyŏngjesan powstała w październiku 1967 z połączenia terenów powiatu Sun’an oraz dzielnic Sŏsŏng, Man’gyŏngdae i Ryongsŏng.

## Podział administracyjny dzielnicy
W skład dzielnicy wchodzą następujące jednostki administracyjne:
| Nazwa jednostki administracyjnej | Rodzaj jednostki administracyjnej | Chosŏn’gŭl | Hancha   |
| -------------------------------- | --------------------------------- | ---------- | -------- |
| Haksan-dong                      | osiedle                           | 학산동     | 鶴山洞   |
| Sinmi-dong                       | osiedle                           | 신미동     | 新美洞   |
| Singan-1-dong                    | osiedle                           | 신간 1동   | 新間 1洞 |
| Singan-2-dong                    | osiedle                           | 신간 2동   | 新間 2洞 |
| Singan-3-dong                    | osiedle                           | 신간 3동   | 新間 3洞 |
| Sŏp’o-1-dong                     | osiedle                           | 서포 1동   | 西浦 1洞 |
| Sŏp’o-2-dong                     | osiedle                           | 서포 2동   | 西浦 2洞 |
| Sŏp’o-3-dong                     | osiedle                           | 서포 3동   | 西浦 3洞 |
| Sangdang-dong                    | osiedle                           | 상당동     | 上堂洞   |
| Hadang-1-dong                    | osiedle                           | 하당 1동   | 下堂 1洞 |
| Hadang-2-dong                    | osiedle                           | 하당 2동   | 下堂 2洞 |
| Chungdang-dong                   | osiedle                           | 중당동     | 中堂洞   |
| Sŏkjŏn-dong                      | osiedle                           | 석전동     | 石田洞   |
| Sŏsan-dong                       | osiedle                           | 서산동     | 西山洞   |
| Sŏryong-dong                     | osiedle                           | 서룡동     | 西龍洞   |
| Ch'ŏnnam-dong                    | wieś                              | 천남리     | 川南里   |
| Chesan-ri                        | wieś                              | 제산리     | 弟山里   |
| Hyŏngsan-ri                      | wieś                              | 형산리     | 兄山里   |

## Ważne miejsca na terenie dzielnicy
- Uniwersytet Transportu Kolejowego
- Koreańskie Studio Sztuki Filmowej (kor. 조선예술영화촬영소)